# Einwohnerentwicklung von Mülheim an der Ruhr
Dieser Artikel gibt die Einwohnerentwicklung von Mülheim an der Ruhr tabellarisch und graphisch wieder.

## Einwohnerentwicklung
Im Mittelalter und der frühen Neuzeit lebten in Mülheim nur wenige hundert Menschen. Die Bevölkerungszahl wuchs sehr langsam und ging wegen der zahlreichen Kriege, Seuchen und Hungersnöte immer wieder zurück. Am 18. Februar 1808 erfolgte die Verleihung der Stadtrechte nach französischem Recht. Damals hatte Mülheim etwas mehr als 5.000 Einwohner. Mit dem Beginn der Industrialisierung Mitte des 19. Jahrhunderts beschleunigte sich das Bevölkerungswachstum. Lebten 1846 erst 10.000 Menschen in der Stadt, so waren es 1900 bereits 38.000.
Am 1. Mai 1901 erfolgte die Bildung des Stadtkreises Mülheim an der Ruhr. Am 1. Januar 1904 verdoppelte sich die Bevölkerung von Mülheim nach der Eingemeindung mehrerer Ortschaften von etwa 40.000 auf über 93.000. Es wurden folgende Gemeinden eingegliedert (Einwohner 1895): Broich (5.707), Holthausen (2.566), Saarn (4.424), Speldorf (5.886) und Styrum (13.178).
Durch anhaltende Zuwanderung überschritt die Einwohnerzahl der Stadt 1908 die Grenze von 100.000, wodurch sie zur Großstadt wurde. Am 1. April 1910 erfolgte die Eingemeindung von Dümpten (1895 = 6.473 Einwohner) und Heißen (1895 = 6.002 Einwohner), am 1. Juli 1920 die Eingliederung von Menden und Raadt. Eine Volkszählung am 16. Juni 1925 ergab für Mülheim eine Bevölkerungszahl von 127.195. Am 1. August 1929 wurde das Stadtgebiet durch die Eingliederung von Selbeck, Ickten und Teilen von Umstand erheblich nach Süden ausgedehnt, brachte aber nur einen Zuwachs von 1.381 Personen.
Im Zweiten Weltkrieg wurde die Stadt mehrfach zum Ziel alliierter Luftangriffe. Der schwerste Angriff in der Nacht vom 22. auf den 23. Juni 1943 forderte 530 Tote unter der Stadtbevölkerung. Etwa 40.000 Einwohner mussten daraufhin evakuiert werden. Am 11. April 1945 nahmen US-amerikanische Truppen die Stadt ein. Zu dieser Zeit lebten nur noch knapp 88.000 Menschen in Mülheim, doch schon 1947 war die Zahl durch Kriegsheimkehrer, Flüchtlinge und Vertriebene wieder auf den Vorkriegsstand von 138.000 angewachsen.
1971 erreichte die Bevölkerungszahl mit 192.915 ihren historischen Höchststand. Am 31. Dezember 2006 betrug die „Amtliche Einwohnerzahl“ für Mülheim nach Fortschreibung des Landesamtes für Datenverarbeitung und Statistik Nordrhein-Westfalen 169.414 (nur Hauptwohnsitze und nach Abgleich mit den anderen Landesämtern).
Die folgende Übersicht zeigt die Einwohnerzahlen nach dem jeweiligen Gebietsstand. Bis 1807 handelt es sich meistens um Schätzungen, danach um Volkszählungsergebnisse (¹) oder amtliche Fortschreibungen der Stadtverwaltung (bis 1970) und des Statistischen Landesamtes (ab 1971). Die Angaben beziehen sich ab 1834 auf die „Zollabrechnungsbevölkerung“, ab 1871 auf die „Ortsanwesende Bevölkerung“, ab 1925 auf die Wohnbevölkerung und seit 1987 auf die „Bevölkerung am Ort der Hauptwohnung“. Vor 1834 wurde die Einwohnerzahl nach uneinheitlichen Erhebungsverfahren ermittelt.

### Von 1400 bis 1944
(jeweiliger Gebietsstand)
| Jahr/Datum        | Einwohner |
| ----------------- | --------- |
| 1400              | 1.200     |
| 1600              | 2.000     |
| 1807              | 5.368     |
| 1. Dezember 1816¹ | 4.985     |
| 1. Dezember 1819¹ | 4.711     |
| 1. Dezember 1821¹ | 5.692     |
| 3. Dezember 1834¹ | 7.442     |
| 3. Dezember 1840¹ | 8.817     |
| 3. Dezember 1843¹ | 9.556     |
| 3. Dezember 1846¹ | 10.098    |
| 3. Dezember 1855¹ | 11.801    |

| Datum             | Einwohner |
| ----------------- | --------- |
| 3. Dezember 1858¹ | 12.768    |
| 3. Dezember 1867¹ | 13.827    |
| 1. Dezember 1871¹ | 14.267    |
| 1. Dezember 1875¹ | 15.277    |
| 1. Dezember 1880¹ | 22.146    |
| 1. Dezember 1885¹ | 24.465    |
| 1. Dezember 1890¹ | 27.903    |
| 2. Dezember 1895¹ | 31.429    |
| 1. Dezember 1900¹ | 38.280    |
| 1. Dezember 1905¹ | 93.599    |
| 1. Dezember 1910¹ | 112.580   |

| Datum             | Einwohner |
| ----------------- | --------- |
| 1. Dezember 1916¹ | 119.901   |
| 5. Dezember 1917¹ | 124.400   |
| 8. Oktober 1919¹  | 127.027   |
| 31. Dezember 1920 | 126.728   |
| 16. Juni 1925¹    | 127.195   |
| 31. Dezember 1930 | 133.901   |
| 16. Juni 1933¹    | 133.279   |
| 31. Dezember 1935 | 135.082   |
| 17. Mai 1939¹     | 137.540   |
| 31. Dezember 1940 | 138.100   |

¹ Volkszählungsergebnis

### Von 1945 bis 1970
(jeweiliger Gebietsstand)
| Datum               | Einwohner |
| ------------------- | --------- |
| 31. Dezember 1945   | 129.478   |
| 29. Oktober 1946¹   | 132.370   |
| 31. Dezember 1947   | 140.474   |
| 13. September 1950¹ | 149.589   |
| 31. Dezember 1951   | 153.600   |
| 31. Dezember 1952   | 156.834   |
| 31. Dezember 1953   | 162.035   |
| 31. Dezember 1954   | 163.315   |

| Datum               | Einwohner |
| ------------------- | --------- |
| 25. September 1956¹ | 169.306   |
| 31. Dezember 1956   | 170.481   |
| 31. Dezember 1958   | 179.053   |
| 31. Dezember 1960   | 183.665   |
| 6. Juni 1961¹       | 185.708   |
| 31. Dezember 1961   | 187.686   |
| 31. Dezember 1962   | 190.176   |
| 31. Dezember 1963   | 191.112   |

| Datum             | Einwohner |
| ----------------- | --------- |
| 31. Dezember 1964 | 192.848   |
| 31. Dezember 1965 | 192.381   |
| 31. Dezember 1966 | 190.878   |
| 31. Dezember 1967 | 188.892   |
| 31. Dezember 1968 | 189.286   |
| 31. Dezember 1969 | 190.362   |
| 27. Mai 1970¹     | 191.468   |
| 31. Dezember 1970 | 192.549   |

¹ Volkszählungsergebnis
Quelle: Stadtverwaltung

### Ab 1971
(jeweiliger Gebietsstand)
| Datum             | Einwohner |
| ----------------- | --------- |
| 31. Dezember 1971 | 192.915   |
| 31. Dezember 1972 | 192.639   |
| 31. Dezember 1973 | 190.783   |
| 31. Dezember 1974 | 189.901   |
| 31. Dezember 1975 | 189.259   |
| 31. Dezember 1976 | 187.677   |
| 31. Dezember 1977 | 185.888   |
| 31. Dezember 1978 | 184.164   |
| 31. Dezember 1979 | 182.465   |
| 31. Dezember 1980 | 181.279   |
| 31. Dezember 1981 | 179.334   |
| 31. Dezember 1982 | 177.909   |
| 31. Dezember 1983 | 175.885   |
| 31. Dezember 1984 | 173.190   |
| 31. Dezember 1985 | 171.948   |
| 31. Dezember 1986 | 170.392   |
| 25. Mai 1987¹     | 176.423   |
| 31. Dezember 1987 | 175.592   |
| 31. Dezember 1988 | 175.454   |

| Datum             | Einwohner |
| ----------------- | --------- |
| 31. Dezember 1989 | 176.149   |
| 31. Dezember 1990 | 177.681   |
| 31. Dezember 1991 | 177.042   |
| 31. Dezember 1992 | 176.962   |
| 31. Dezember 1993 | 177.175   |
| 31. Dezember 1994 | 176.513   |
| 31. Dezember 1995 | 176.530   |
| 31. Dezember 1996 | 176.000   |
| 31. Dezember 1997 | 175.507   |
| 31. Dezember 1998 | 174.514   |
| 31. Dezember 1999 | 173.895   |
| 31. Dezember 2000 | 172.862   |
| 31. Dezember 2001 | 172.332   |
| 31. Dezember 2002 | 172.171   |
| 31. Dezember 2003 | 170.745   |
| 31. Dezember 2004 | 170.327   |
| 31. Dezember 2005 | 169.917   |
| 31. Dezember 2006 | 169.414   |
| 31. Dezember 2007 | 168.925   |

| Datum             | Einwohner |
| ----------------- | --------- |
| 31. Dezember 2008 | 168.288   |
| 31. Dezember 2009 | 167.471   |
| 31. Dezember 2010 | 167.344   |
| 31. Dezember 2011 | 167.156   |
| 31. Dezember 2012 | 166.654   |
| 31. Dezember 2013 | 166.640   |
| 31. Dezember 2014 | 167.108   |
| 31. Dezember 2015 | 169.278   |
| 31. Dezember 2016 | 170.936   |
| 31. Dezember 2017 | 171.265   |
| 31. Dezember 2018 | 170.880   |
| 31. Dezember 2019 | 170.632   |
| 31. Dezember 2020 | 170.921   |
| 31. Dezember 2021 | 170.739   |
| 31. Dezember 2022 | 172.054   |
| 31. Dezember 2023 | 172.887   |
| 31. Dezember 2024 | 173.050   |

¹ Volkszählungsergebnis
Quelle: Landesbetrieb Information und Technik Nordrhein-Westfalen

## Bevölkerungsprognose
In ihrem 2006 publizierten „Wegweiser Demographischer Wandel 2020“, in dem die Bertelsmann Stiftung Daten zur Entwicklung der Einwohnerzahl von 2.959 Kommunen in Deutschland liefert, wird für Mülheim ein Rückgang der Bevölkerung zwischen 2003 und 2020 um 7,7 Prozent (13.132 Personen) vorausgesagt.
Absolute Bevölkerungsentwicklung 2003–2020 - Prognose für Mülheim (Hauptwohnsitze):

Die nebenstehende Prognose im Vergleich zu den realen Daten von 1990 bis 2018

| Datum             | Einwohner |
| ----------------- | --------- |
| 31. Dezember 2003 | 170.745   |
| 31. Dezember 2005 | 169.234   |
| 31. Dezember 2010 | 165.358   |
| 31. Dezember 2015 | 161.598   |
| 31. Dezember 2020 | 157.613   |

Quelle: Bertelsmann Stiftung

## Bevölkerungsstruktur
Die größten Gruppen der melderechtlich in Mülheim registrierten Ausländer kamen am 31. Dezember 2019 aus der Türkei (4.608), Syrien (2.890), Serbien (1.584), Irak (1.393), Polen (1.337), Italien (1.119) und der Volksrepublik China (987).
| Bevölkerung                 | Stand 31. Dezember 2011 |
| --------------------------- | ----------------------- |
| Einwohner mit Hauptwohnsitz | 168.566                 |
| davon männlich              | 80.734                  |
| weiblich                    | 87.832                  |
| Deutsche                    | 150.546                 |
| davon männlich              | 71.654                  |
| weiblich                    | 78.892                  |
| Ausländer                   | 18.020                  |
| davon männlich              | 9.080                   |
| weiblich                    | 8.940                   |
| Ausländeranteil in Prozent  | 10,69                   |

Quelle: Die Oberbürgermeisterin der Stadt Mülheim an der Ruhr, Referat V.1 Stadtforschung und Statistik

## Altersstruktur

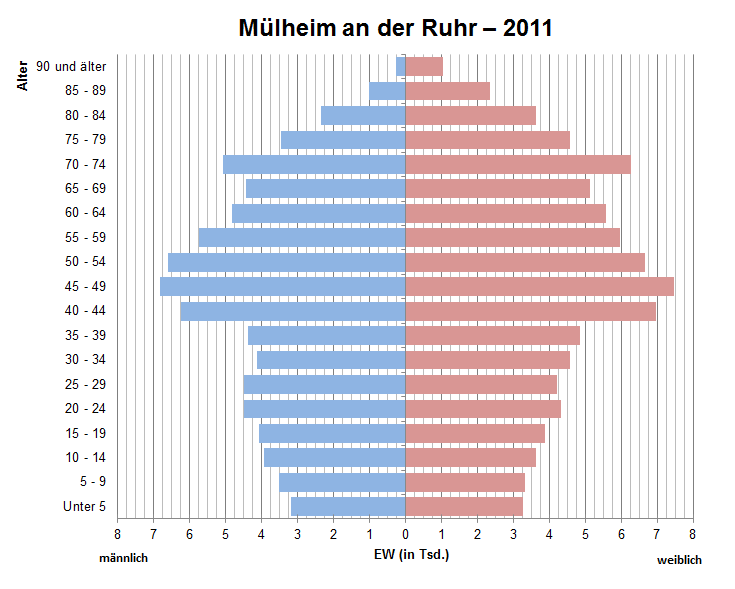
Bevölkerungspyramide für Mülheim an der Ruhr (Datenquelle: Zensus 2011)

Die folgende Übersicht zeigt die Altersstruktur vom 31. Dezember 2011 (Hauptwohnsitze).
| Alter von - bis | Einwohnerzahl | Anteil in Prozent |
| --------------- | ------------- | ----------------- |
| 0 – 2           | 3.846         | 2,28              |
| 3 – 5           | 3.953         | 2,35              |
| 6 – 9           | 5.536         | 3,28              |
| 10 – 13         | 5.841         | 3,47              |
| 14 – 17         | 6.399         | 3,80              |
| 18 – 20         | 5.141         | 3,05              |
| 21 – 30         | 16.095        | 9,55              |
| 30 – 39         | 18.216        | 10,8              |
| 40 – 49         | 28.110        | 16,67             |
| 50 – 59         | 25.131        | 14,92             |
| 60 – 64         | 10.436        | 6,19              |
| 65 – 99         | 39.824        | 23,63             |
| über 100        | 34            | 0,02              |
| Gesamt          | 168.566       | 100,0             |

Der Anteil der über 65-Jährigen mit rd. 24 % liegt über dem Durchschnitt von rd. 21 % in Deutschland (2015).
Quelle: Die Oberbürgermeisterin der Stadt Mülheim an der Ruhr, Referat V.1 Stadtforschung und Statistik

## Stadtbezirke
Die Einwohnerzahlen beziehen sich auf den 31. Dezember 2010 (Hauptwohnsitze).
| Name                | Fläche in km² | Einwohner- zahl | Einwohner pro km² | Ausländer- zahl | Ausländer in % |
| ------------------- | ------------- | --------------- | ----------------- | --------------- | -------------- |
| Linksruhr           | 46,17         | 55.330          | 1198              | 3.854           | 7,0            |
| Rechtsruhr-Nord     | 13,95         | 48.641          | 3487              | 5.879           | 12,1           |
| Rechtsruhr-Süd      | 31,17         | 64.783          | 2078              | 7.795           | 12,0           |
| Mülheim an der Ruhr | 91,29         | 168.754         | 1849              | 17.528          | 10,4           |

Quelle: Stadt Mülheim an der Ruhr